# Лейкв'ю (Калгарі)
Лейкв'ю (англ. Lakeview) — це житлова громада в південно-західному квадранті Калгарі, Альберта, Канада.
Розташований між Glenmore Trail SW та Crowchild Trail SW до 37th Street SW, західна межа міста в цій точці. Індіанська резервація Тсуу-Т-Іна межує з ним на заході.
Резиденції на південь від 66-ї авеню є частиною меншої забудови під назвою Lakeview Village, де розташовані більші та дорожчі будинки.
На схід від Crowchild Trail SW з полем для гольфу Earl Grey, Longridge Drive і 50th Ave SW, North Glenmore Park часто помилково називають Lakeview. Цей мікрорайон був побудований у 1960 році.

## Історія
Громада була заснована в 1962 році, через шість років після того, як місто Калгарі анексувало землю, на якій вона була побудована. Назву Лейкв'ю (з англ. Вид на озеро) було обрано через вид на водосховище Гленмор, який відкривається з його розташування. Багато оригінальних будинків були побудовані компанією Engineered Homes Ltd. з Калгарі.

## Зручності
Веслувальний клуб Калгарі та Клуб каное Калгарі розташовані на півдні громади, поруч з Водосховищем Гленмор. На берегах водосховища прокладені численні пішохідні та велосипедні маршрути, між Weaselhead Flats Natural Environment Park і Glenmore Trail.

## Демографія
За даними муніципального перепису населення Калгарі 2012 року, в Лейкв'ю проживало 5468 осіб, проживаючих у 2338 житлах, це число змінилося на -0.6% від 5501 в 2011 році. З земельною площею 2,2 км2 (0,85 миля2), щільність населення становила 2490/км2 (6440/миля2) у 2012.
Мешканці цієї громади мали середній дохід $64,535 у 2000, і в районі проживало 5,2% мешканців з низьким рівнем доходу. Мікрорайон представлений у міській раді Калгарі депутатом 11-го округу.
Станом на 2021 рік середній дохід сім'ї (до сплати податків) становив $116 000.

## Перепис населення 2021

### Вік
| Вік    | Кількість | Відсоток |
| ------ | --------- | -------- |
| 0-14   | 1,105     | 20%      |
| 15-64  | 3,485     | 62%      |
| 65-84  | 920       | 16%      |
| 85+    | 135       | 2%       |
| Усього | 5,640     | 100%     |

### Рідна мова
| Мова         | Кількість | Відсоток |
| ------------ | --------- | -------- |
| Англійська   | 4,860     | 86%      |
| Французька   | 85        | 2%       |
| Іспанська    | 75        | 1%       |
| Німецька     | 35        | 1%       |
| Російська    | 30        | 1%       |
| Юе           | 25        | <1%      |
| Мандаринська | 25        | <1%      |
| Усього       | 5,640     | 100%     |

## Навчання
Основними школами в цій громаді є:
- Connect Charter School
- Bishop Pinkham Junior High School
- Jennie Elliott Elementary School
- Calgary Girls' School

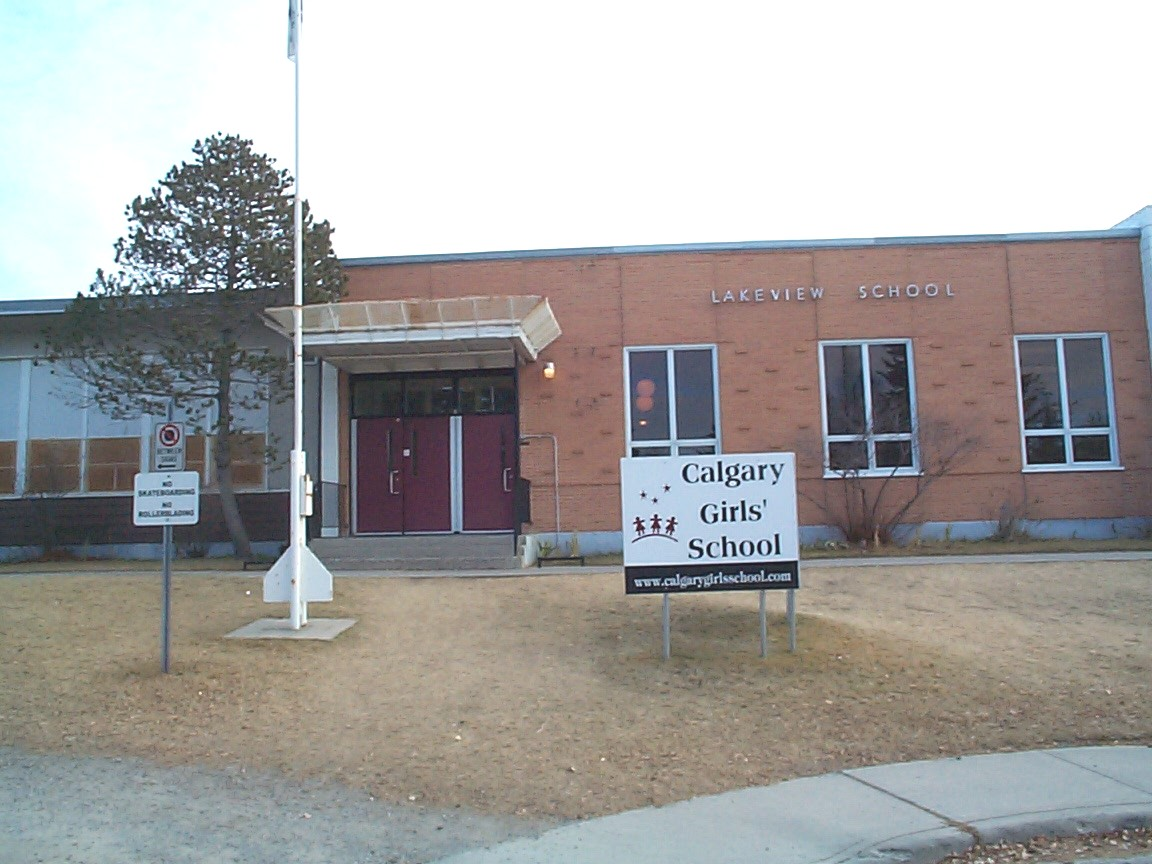
Будівля, відома як Lakeview School була закрита, та заново відкрита як Дівоча школа Калгарі (чартерна школа)

Найближчою окремою школою є St.James Elementary & Junior High School

## Зовнішні посилання
- Веб-сайт місцевої громади